# Saint-Michel-de-Bannières
Saint-Michel-de-Bannières là một xã thuộc tỉnh Lot tây nam Pháp. Xã có diện tích 7,74 km², dân số theo điều tra năm 1999 là 326 người. Khu vực này có độ cao trung bình 172 mét trên mực nước biển.